# Битва при Кондоре
Битва при Кондоре (англ. Battle of Condore) произошла около Масулипатама 9 декабря 1758 года в Западной Бенгалии в рамках Семилетней войны. Англо-индийские войска под командованием полковника Фрэнсиса Форда атаковали и разбили равные по численности французские войска под командованием Юбера де Бриена, графа де Конфлана, захватив весь обоз и артиллерию противника. Эта победа позволила британцам осадить Масулипатам, который они штурмовали 25 января 1759 года.